# Matija Smrekar
Matija Smrekar (Zabok, 8 april 1989) is een Kroatisch voetballer die sinds januari 2016 speler is van het Maltese Birkirkara. Smrekar is een aanvaller.

## Erelijst
NK Maribor
- Beker van Slovenië

2013

## Statistieken
| Seizoen                             | Club                | Land      | Competitie                  | Wedst | Goals |
| ----------------------------------- | ------------------- | --------- | --------------------------- | ----- | ----- |
| 2006/07                             | NK Varteks Varaždin | Kroatië   | 1. Hrvatska Nogometna Liga  | 1     | 0     |
| 2007/08                             | NK Varteks Varaždin | Kroatië   | 1. Hrvatska Nogometna Liga  | 19    | 4     |
| 2008/09                             | NK Varteks Varaždin | Kroatië   | 1. Hrvatska Nogometna Liga  | 29    | 6     |
| 2009/10                             | NK Varteks Varaždin | Kroatië   | 1. Hrvatska Nogometna Liga  | 20    | 6     |
| 2010/11                             | CS Sedan            | Frankrijk | Ligue 2                     | 13    | 2     |
| 2011/12                             | Sporting Charleroi  | België    | Tweede Klasse               | 22    | 2     |
| 2012/13                             | NK Maribor          | Slovenië  | 1. slovenska nogometna liga | 10    | 0     |
| 2013/14                             | NK Maribor          | Slovenië  | 1. slovenska nogometna liga | 14    | 0     |
| 2013/14                             | NK Zavrč            | Slovenië  | 1. slovenska nogometna liga | 0     | 0     |
| 2014/15                             | NK Zavrč            | Slovenië  | 1. slovenska nogometna liga | 3     | 1     |
| 2014/15                             | Pandurii Târgu Jiu  | Roemenië  | Liga 1                      | 1     | 0     |
| 2015/16                             | Birkirkara          | Malta     | Premier League              | 6     | 4     |
| Totaal                              | Totaal              | Totaal    | Totaal                      | 124   | 25    |
| Laatst bijgewerkt op 20 maart 2016. |                     |           |                             |       |       |